# Гарнак, Адольф фон
Карл Густав Адольф фон Гарнак (нем. Carl Gustav Adolf von Harnack, 7 мая 1851, Дерпт, Лифляндская губерния, Российская империя — 10 июня 1930, Гейдельберг, Баден-Вюртемберг, Германия) — немецкий лютеранский теолог, церковный историк и библеист. Представитель либеральной протестантской теологии. Развивал библейскую критику и историко-критический метод в изучении библейских текстов и церковных догматов.
Гарнак считается продолжателем начинаний теолога Альбрехта Ритчля. Он известен своими исследованиями в области библеистики и теолого-исторического анализа Нового завета, автор фундаментальных трудов по истории раннехристианской литературы и истории «догматов (например, его работа История догматов»), а также, вопросом исторического Иисуса Христа.

## Биография
Прибалтийский немец. Родился в российском Дерпте. Его отец Феодосий (нем. — Theodosius) был профессором практической и методической теологии вначале в Дерпте, затем в течение тринадцати лет в Эрлангене (Германия) и позднее, уже до самой своей смерти, опять в Дерпте. Его основной труд, касающийся теологии Лютера, до сих пор широко изучается. Брат-близнец Акселя Гарнака. Дед Гарнака по материнской линии, Густав Эверс, издал «Справочник по истории догматов» Мюнтера.
Адольф фон Гарнак учился в Дерптском (1869—1872), а затем в Лейпцигском университете, где после получения докторской степени (защитил диссертацию о раннем христианском еретическом учении — гностицизме, в 1874 году) он стал приват-доцентом, а в 1876 году — экстраординарным профессором по истории церкви.
В 1879 году Гарнак переехал в Гисен, где возглавил кафедру церковной истории Гисенского университета. В 1886—88 годах состоял профессором в Университете Марбурга — центре неокантианства.
Вскоре ему представилась возможность вернуться в Лейпциг, но ортодоксальные лютеранские круги зaтeяли против него травлю, и возвращение не состоялось.

### Берлинский период
В 1888 году Гарнак избирается (почти единогласно) богословским факультетом Берлинского университета и приглашается на должность профессора. Из-за его либеральных теологических взглядов (особенно в отношении важности и обоснованности исторических верований христианства) Верховный Собор евангелической церкви Пруссии опротестовал это избрание. Дело поступило на рассмотрение совета министров, который отклонил протест, как немотивированный. Это противостояние было преодолено благодаря вмешательству канцлера Отто фон Бисмарка, по совету которого император Вильгельм II утвердил избрание Гарнака профессором Берлинского университета. В Берлине профессорская деятельность Гарнака протекала без больших потрясений, если не считать волнений в ортодоксальных кругах, вызванных его взглядами на происхождение Апостольского Символа веры.
Гарнак был преподавателем и повлиял на многих будущих известных немецкоязычных теологов XX века, в том числе, на Карла Барта, Рудольфа Бультмана и Пауля Тиллиха.
В зимний семестр 1899/1900 Г. прочел в Берлине для всех факультетов цикл лекций, которые вскоре издал под названием «Сущность христианства». Его лекции также были предметом критики со стороны консервативных богословов, в частности, Теодора Цана, Мартина фон Натузиуса и Лео Бека.
В августе 1914 года Гарнак поставил подпись под заявлением девяноста трёх немецких интеллектуалов, поддерживающих военную политику кайзера Вильгельма. Более того, известно, что воззвание германского кайзера к народу составил Гарнак, как многие считали занимавший положение «придворного богослова». Именно это заявление с подписью своего учителя Гарнака Карл Барт назвал главным толчком для своего отказа от либеральной теологии.
Известно так же его высказывание с позиции расовой ненависти в отношении России, прозвучавшее в выступлении 11 августа 1914 года на массовом собрании в муниципалитете Берлина, в котором он говорил об угрозе западной цивилизации со стороны «цивилизации Орды, которая созывается и управляется деспотами, монгольской цивилизацией московитов. Эта цивилизация не могла вынести уже света восемнадцатого века, ещё менее — свет девятнадцатого столетия, а сейчас, в двадцатом веке, разрывает связи и угрожает нам. Эта неорганизованная азиатская масса, как пески пустыни, стремится засыпать наше плодоносное поле».
В Берлине Гарнак вошёл в состав Академии наук и в 1905 году назначается директором Прусской королевской библиотеки, которую возглавлял до 1921 года. Благодаря его высоким дарованиям и кипучей энергии академией наук стали издаваться творения христианских писателей первых трёх веков (фактически и V века). Над этими изданиями работали лучшие учёные Европы. Гарнак ежегодно выпускал «Jahresbericht der Kirchenvwäter-Commission». С этим монументальным предприятием было связано начатое Гарнаком и Гебхардтом ещё в 1882 году, а в 1907 продолженное в сотрудничестве с К. Шмидтом издание «Тексты и исследования по истории раннехристианской литературы» («Texte und Untersuchungen zur Geschichte der altchristlichen Literatur. Archiv für die Griechischen Christlichen Schriftsteller der ersten drei Jahrhunderte»). В этом 45-томном собрании помещались написанные авторитетными учёными монографии по всем вопросам христианской письменности первых трёх веков.
Гарнак был президентом Евангелическо-социального конгресса (1903—1912), а с 1910 года президентом основанного по его инициативе «Общества содействия науке Кайзера Вильгельма» (ныне: «Общество Макса Планка»). Гарнак обеспечил поддержку этой организации представителями промышленности и правительства, основал исследовательские институты естествознания и медицины. Он не покидал своего поста в университете Берлина до 1921 года, когда ушёл на покой, награждённый титулом «заслуженного профессора в отставке».
На протяжении всей своей жизни Гарнак изучал жизнь и творчество немецкого поэта эпохи романтизма Иоганна Вольфганга фон Гёте (1749—1832) и посвятил ему несколько основательных работ.
Адольф фон Гарнак умер 10 июня 1930 года, за два с половиной года до прихода нацистов к власти в Германии, который, по мнению Тиллиха, окончательно утвердил крах либеральной теологии. На его похоронах присутствовал один с последних его учеников Дитрих Бонхёффер, который произёс траурную речь в память об учителе, но тоже окончательно отошёл от либерализма к тому времени.

## Теология

### Эволюция Церкви
В своих трудах Гарнак довёл до кульминационного пункта толкование христианской религии как исторической «эволюции». По его мнению христианство во II в. переживает процесс обмирщения. С самого начала в христианстве боролось два начала: эллинистический спекулятивный гностицизм (синкретическое движение) и консервативное иудео-христианство (эту идею Гарнак заимствует от Фердинанда Баура). Гарнак доказывает, что ещё к III веку у разрозненных и эсхатологических христианских общин не было полного собрания текстов Нового Завета (об этом свидетельствует усеченный канон Маркиона). Само же учреждение церковной епископальной иерархии Гарнак связывает с вызовом харизматического монтанизма и преодолением апологетами крайностей гностицизма (прежде всего дуализма). Именно в это время происходит догматизация и «католизация» христианства. Лишь начиная с Тертуллиана формируется учение о Троице, о применимости понятий субстанция и лицо по отношению к Богу.

### Вера и догматы
Гарнак вслед за Шлейермахером и пиетистами считал, что вера в Бога первичнее догматов, посему для сохранения христианского учения в современном мире необходимо освободить его от догматических представлений о Боге и Христе, созданных для выживания религии в эллинистическом мире.

### Критика чудес
Гарнак отрицал существование чудес в Евангелиях на основании следующих аргументов. Во-первых, авторы Евангелий являлись носителями мифологической картины мира, посему они были склонны интерпретировать непонятное как чудо. Во-вторых, всем великим людям в древности приписывали совершение чудес. В третьих, сами законы природы созданы Богом, посему невозможно, чтобы Бог сам отменил свои решения.

### Природа Реформации
Если восточное христианство он называет греческим, а католическое — римским, то протестантизм он считает немецким явлением, полагая, что француз Кальвин все же был последователем немца Лютера. Сущность Реформации сводится к освобождению от внешнего sola fide, верить в отпущение грехов, восприятие церкви как общества верующих и индивидуальности. Суть богослужения выражается в служении ближнему и прославлении Бога. Эти реформы возвращают протестантские церкви к временам Евангелия, посему они в полной мере могут быть названы евангелическими. Гарнак признавал, что история протестантизма после Реформации не была безоблачной, посему именно пиетизм хранил внутри протестантизма евангельский дух.

## Признание
В честь Адольфа фон Гарнака была названа Медаль Гарнака, выдаваемая обществом Макса Планка, инициатором которого и стал богослов. Гарнак стал обладателем этой медали в 1925 году.

## Семья
27 декабря 1879 года в Лейпциге Адольф Гарнак женился на Амалии Тирш (31 августа 1858—28 декабря 1937, Берлин), дочери хирурга Карла Тирша (1822—1895), профессора Мюнхенского университета, Эрланген и Лейпциг, и Иоганны фон Либих, дочери химика Юстуса фон Либиха (1803—1873).
У пары было четверо детей:
- Сын Эрнст фон Гарнак[en] (1888—1945), которого национал-социалисты казнили[22] за участие в покушении 20 июля 1944 года, был активным членом Социал-демократической партии Германии[23].
- Младший сын Аксель фон Гарнак (1895—1974) был историком и филологом, работал библиотекарем[24].
- Дочь Агнесс фон Зан-Гарнак (1884—1950) была выдающейся представительницей буржуазного женского движения и членом Немецкой демократической партии[25]. Была замужем за чиновником министерства Карлом фон Заном.
- Дочь Элизабет фон Гарнак (1892—1976) была социальным работником.

Племянники, сыновья брата Адольфа Отто: Арвид фон Гарнак (1901—1942), казненный как борец сопротивления против национал-социализма, а его брат — Фальк (1913—1991), режиссёр и также борец сопротивления.

## Сочинения
- Сочинения мужей апостольских (Patrum apostolicum opera, 1876—1878) в соавторстве с О. фон Гебхардтом и Т. фон Цаном.
- История догматов (1889).
- Работа, излагавшая его взгляды, — «Das apostolische Glaubensbekenntnis» (1892) вызвала бурную полемику.
- «Сущность христианства» Архивная копия от 23 ноября 2010 на Wayback Machine («Das Wessen des Christentums». 1900; в английском переводе 1901; 15-е изд. 1950) курс лекций, прочитанных им студентам Берлинского университета, в которых он изложил свои основные воззрения на христианство.
- «История Прусской академии наук» (Т. 1—3. 1900).
- Миссия и распространение христианства в первые три столетия (Die Mission und Ausbreitung des Christentums in den ersten drei Jahrhunderte. 1902)
- «История древней христианской литературы» («Geschichte der altchristlichen Literatur bis Eusebius». — Lpz., 1893—1904. — Bd. 1—2).
- В 1906—1911 году он выпустил «Введение в Новый Завет» («Beiträge zur Einleitung in das Neue Testament», в четырёх томах), в котором высказался по вопросу о синоптиках и дал такую постановку проблеме об авторе книги Деяний, которая стала событием в богословском мире.
- В книге о Маркионе (Harnack А., von. Marcion: Das Evangelium vom fremden Gott. — Leipzig, 1921) Гарнак с сочувствием говорит о его взглядах на Ветхий Завет.

Труды «Сущность христианства», «История догматов» и «Церковь и государство вплоть до установления государственной церкви» переизданы в новой орфографии в сборнике «Раннее христианство», Москва, издательство АСТ, ISBN 5-17-003288-9.
- Гарнак, Адольф. О сущности национальных церквей (1900) // Лютер, Мартин. О свободе христианина: [Сб.]. — Уфа: ARC, 2013. — С. 599—613. — ISBN 978-5-905551-05-5
- Гарнак А. Религиозно-нравственные основы христианства в их историческом выражении: (Из истории миссионер. проповеди христианства за первые три века). Архивная копия от 20 сентября 2020 на Wayback Machine — Харьков, 1907.